# Johann (Hessen)
Johann von Hessen († 14. Februar 1311) war ein Sohn des ersten Landgrafen von Hessen, Heinrich I., aus dessen zweiter Ehe mit Mechthild von Kleve und regierte von 1308 bis 1311 als Landgraf in Niederhessen.

## Erbstreit
Ab 1292 kam es im Hause Hessen zu Erbstreitigkeiten unter Heinrichs Söhnen aus dessen beiden Ehen, da seine zweite Frau die erbliche Berücksichtigung ihrer eigenen Söhne verlangte. Dies führte zu bewaffneten Auseinandersetzungen, die bis zum Tode Heinrichs andauerten. Der älteste Sohn aus Heinrichs erster Ehe mit Adelheid von Braunschweig, Heinrich der Jüngere, war schon seit 1284 Mitregent, und Mechthild erreichte es, dass ihr ältester Sohn Johann 1296 ebenfalls Mitregent wurde. Heinrich der Jüngere starb bereits 1298, noch vor seinem Vater, und sein Bruder Otto trat an seine Stelle. Das Erbe wurde schließlich nach Heinrichs Tod (1308) geteilt. Johann erhielt Niederhessen mit Residenz in Kassel und den kaiserlichen Belehnungen (in Oberhessen gab es keine Reichslehen). Die „Lande an der Lahn“ (das spätere Oberhessen) mit Residenz in Marburg gingen an seinen Halbbruder Otto I.

## Regentschaft
1309 eroberte Johann das in braunschweigschem Pfandbesitz befindliche Gudensberg und zwang Herzog Albrecht II. zu Annahme des Pfandgeldes. Durch Kaiser Heinrich VII. erhielt Johann die Schutzherrschaft über die Reichsstädte Mühlhausen, Nordhausen und Goslar. Dies hatte zur Folge, dass Markgraf Friedrich I. von Meißen gegen das hessische Eindringen in die Landgrafschaft Thüringen vorging. Diese Auseinandersetzungen verliefen für Johann ungünstig, so dass er sich im Jahr 1311 nach Kassel zurückziehen  musste, um sich neu zu rüsten.

## Tod
Johann starb bereits am 14. Februar 1311 in Kassel an der Pest. Er wurde im Kloster Ahnaberg beigesetzt. So kam es zu keinen weiteren kriegerischen Auseinandersetzungen zwischen Johann und Friedrich I. Auch Johanns Plan, auf der rechten, thüringischen Seite der Fulda zwischen Guxhagen und Breitenau eine neue befestigte Stadt zu gründen, wurde daher nie ausgeführt.
Niederhessen fiel nach Johanns Tod an Otto I.

## Familie
Johann heiratete im Jahr 1306 Adelheid von Braunschweig-Lüneburg († 1311 in Kassel), Tochter des Herzogs Albrecht II. Sie starb wie ihr Mann an der Pest und wurde im Kloster Ahnaberg neben ihrem Mann beigesetzt. Johann und Adelheid hatten eine Tochter, Elisabeth († 1339); sie heiratete Otto VI. von Ochsenstein.